# Suave (Kiss Me)
Singles par Nayer
Give Me Everything
(2011) Name of Love
(2012)
Singles par Mohombi
Coconut Tree
(2011) Maraca
(2011)
Singles par Pitbull
Rain Over Me
(2011) Pass at Me
(2011)
Suave (Kiss Me) est une chanson de la chanteuse américaine Nayer avec Mohombi et le rappeur Pitbull. Le single sort le 2 août 2011 par le bais des labels Mr. 305 et 2101 Records (Universal Music).
Il s'agit d'una adaptation du tube Suavemente d'Elvis Crespo.

## Liste des pistes
- Téléchargement digital[1]

1. Suave (Kiss Me) – 3:42

## Classement par pays
| Classement (2011)  | Meilleure position |
| ------------------ | ------------------ |
| Canada (Hot 100)   | 34                 |
| France (SNEP)      | 49                 |
| Roumanie (Top 100) | 30                 |
| Slovaquie (IFPI)   | 19                 |

## Historique de sortie
| Pays        | Date        | Format                 | Label                 |
| ----------- | ----------- | ---------------------- | --------------------- |
| États-Unis  | 2 août 2011 | Téléchargement digital | Mr. 305, 2101 Records |
| Royaume-Uni | 2 août 2011 | Téléchargement digital | Mr. 305, 2101 Records |